# Craterestra postlineata
Craterestra postlineata är en fjärilsart som beskrevs av W. Warren 1912. Craterestra postlineata ingår i släktet Craterestra och familjen nattflyn. Inga underarter finns listade i Catalogue of Life.